# Coenosia insularis
Coenosia insularis är en tvåvingeart som beskrevs av Samuel Wendell Williston  1896. Coenosia insularis ingår i släktet Coenosia och familjen husflugor. Inga underarter finns listade i Catalogue of Life.